# Ixodiphagus hookeri
Espèce
Ixodiphagus hookeri est un hyménoptère, térébrant qui fait partie des rares hyperparasites connus capables de parasiter des tiques. On le dit endoparasitoïde (ce qui signifie que ce parasite de parasite tue l’animal qu’il parasite ; ses larves consommant les tiques par l’intérieur).
C’est une des nombreuses espèces de la super-famille des Chalcidoidea majoritairement composée d'insectes entomophages (parasites d’autres insectes ou d’acariens) représentant 22 000 espèces au niveau mondial, soit autour des 10 % de la totalité des insectes.
Il présente la particularité de pondre ses œufs dans les tiques, et il semble pour cela utiliser une bactérie symbiotique (Wolbachia pipientis) qui lui permet de contourner le puissant système immunitaire de la tique, afin que son œuf ne soit pas considéré par l’organisme de cette dernière comme un corps étranger et attaqué en tant que tel par le  système immunitaire de la tique.
En tant que régulateur des populations de tiques, cette espèce pourrait jouer un rôle écoépidémiologique important. Là où il est présent il fait en effet disparaître un grand nombre de tiques vectrices de maladies à tiques dangereuses pour l'homme, le bétail, les animaux domestiques ou les espèces-gibier.

## Synonymes
- Ixodiphagus caucurtei I. caucurtei Buysson 1912
- Hunterellus hookeri Howard, 1908
- Habrolepis caniphila Risbec, 1951

## Pressions, menaces
Une des causes de l’explosion de tiques constatées presque partout dans les zones tempérées pourrait être le recul d’espèces parasites, dont celui des Chalcidoidea (on a constaté  aussi un fort recul des ichneumons en forêt depuis la seconde moitié du XXe siècle).

## Tiques susceptibles d'être parasitées parIxodiphagus hookeri
- Amblyomma
- Dermacentor
- Haemaphysalis
- Hyalomma
- Ixodes (par exemple Ixodes ricinus)
- Rhipicephalus

## État de la recherche
En raison de son importance comme ennemi naturel des tiques, I. hookeri fait l’objet de recherches actives sur les interactions durables qu'il peut avoir avec les tiques et leur environnement. Il pourrait comme régulateur des tiques posant un problème de santé publique (en tant que porteuses de maladies émergentes), être considéré comme un des indicateurs de bonne qualité de gestion forestière (bioindicateur).
Des études laissent penser qu'il pourrait être utilisé en lutte biologique contre des maladies véhiculées par les tiques, dont contre le parasite Amblyomma variegatum .
On a aussi cherché à comprendre comment ce parasitoïde détectes les nymphes de tiques, souvent discrètes et ses préférences en matière d'espèces, de taille et couleur de nymphe ou selon le fait que la nymphe se soit fraichement nourrie ou non.
- Une étude a notamment porté l'aspect reconnaissance visuelle des proies par ce prédateur ; en laboratoire, l'insecte femelle fraichement éclos, placée face à des proies (nymphes de tiques mortes ou vivantes ; et fraichement nourries ou non) dans des flacons scellés semble capable de discernement et de reconnaitre et préférer plus souvent ses proies référées (A. variegatum (hôte)) par rapport à R. appendiculatus (non-hôte). Les nymphes de tiques étaient inspectées avec plus d'attention par la femelle d'Ixodiphagus hookeri quand ces nymphes étaient plus grandes (mortes ou vives) ou fraichement nourries (quand vivantes)[2].
- Une autre étude[3] a montré que la femelle d'I. hookeri pouvait olfactivement détecter la présence de nymphes de tiques ; elle ne réagit pas à la présence d'un mannequin de polyéthylène contenant une bulle d'air, qu'il soit ou non traité avec de l'hexane. Mais si cet hexane contient des extraits d'odeurs de nymphes ou d'adultes de tiques, toutes les femelles le sondent alors avec leur ovipositeur (que les extraits proviennent de tiques gorgées de sang ou non-nourries).
- Des populations sauvages de tiques Ixodidae (dont peut-être Ixodes scapularis, principale vectrice de la maladie de lyme, devenu la première maladie à transmission vectorielle aux États-Unis) semblent pouvoir être réduites par la libération de parasitoïdes Ixodiphagus issus d'un élevage d'insectes ; mais ceci nécessite des progrès dans l'élevage en masse de parasitoïdes et ce type de solution ne doit pas cacher les vraies causes des pullulations de tiques[4].

Les forêts fragmentées se montrent généralement plus riches en tiques. Elles sont aussi plus déshydratées en tous cas à proximité des lisières qui sont multipliées par la fragmentation par les routes. Une hypothèse pourrait être que l'air sec porte moins les odeurs, ou que ce même air quand il est pollué (ozone, véhicules, pesticides apportés par l'air et les pluies..), comme cela a été démontré en ville. Ce double phénomène pourrait perturber la détection de leurs proies par les parasitoïdes, mais cela reste à démontrer.

## Distribution
I. hookeri a été trouvé partout dans le monde sauf en Antarctique.

## Première publication
LO Howard, Another Chalcidoid parasite of a tick, The Canadian Entomologist, 1908, 40:(7) 239-241, DOI 10.4039/Ent40239-7